# Naval (kommunhuvudort i Spanien, Aragonien, Provincia de Huesca, lat 42,20, long 0,15)
Naval är en kommunhuvudort i Spanien.   Den ligger i provinsen Provincia de Huesca och regionen Aragonien, i den nordöstra delen av landet, 400 km nordost om huvudstaden Madrid. Naval ligger 630 meter över havet och antalet invånare är 295.
Terrängen runt Naval är lite kuperad. Runt Naval är det mycket glesbefolkat, med 7 invånare per kvadratkilometer. Närmaste större samhälle är Barbastro, 17,8 km söder om Naval. I omgivningarna runt Naval växer i huvudsak barrskog.